# Yoji Shinkawa
Yoji Shinkawa (jap. 新川洋司 Shinkawa Yōji; ur. 25 grudnia 1971 w Hiroszimie) – japoński artysta. Jest rozpoznawalny za jego projekty bohaterów i mechów dla serii Metal Gear.

## Biografia
Shinkawa urodził się w Hiroszimie 25 grudnia 1971 r. W roku 1994 po ukończeniu uniwersytetu Kyoto Seika rozpoczął pracę w firmie Konami. Najpierw pracował nad usuwaniem błędów w grze Policenauts na PC-98. Następnie został dyrektorem artystycznym późniejszych portów na konsole tej gry. Później nadzorował prace i projektował mechów w serii Metal Gear.  Pełnił funkcję dyrektora artystycznego wszystkich gier Metal Gear Solid kierowanych przez Hideo Kojimę, a także stworzył projekty postaci dla Metal Gear Solid: Portable Ops i Metal Gear Rising: Revengeance. Jest głównym artystą i projektantem postaci dla Kojima Productions.
Shinkawa inspirował się artystami w świecie anime i mangi, takich jak Yoshikazu Yasuhiko i Yoshitaka Amano, a także artystów zachodnich, takich jak Frank Miller, Aubrey Beardsley i Willy Pogany, oraz twórcami z Francji, takimi jak Mœbius.

## Pracował nad

### Gry komputerowe
- Policenauts (1994)
- Metal Gear Solid (1998)
- Metal Gear: Ghost Babel (2000) (ilustracje promocyjne)
- Zone of Enders (2001)
- Metal Gear Solid 2: Sons of Liberty (2001)
- Zone of the Enders: The 2nd Runner (2003)
- Fu-un Shinsengumi (2004)
- Metal Gear Solid 3: Snake Eater (2004)
- Metal Gear 2: Solid Snake (2004) (poprawione portrety postaci do ponownego wydania)
- Fu-un Bakumatsu-den (2005)
- Metal Gear Solid: Portable Ops (2006)
- Metal Gear Solid 4: Guns of the Patriots (2008)
- Metal Gear Solid: Rising (2009, niewydane) (projekt postaci i mechów)
- Metal Gear Solid: Peace Walker (2010)
- Busō Shinki Battle Masters Mk. II (2010)
- Metal Gear Rising: Revengeance (2013)
- Metal Gear Solid V: Ground Zeroes (2014) (projekt postaci i mechów / dyrektor artystyczny)
- Metal Gear Solid V: The Phantom Pain (2015) (projekt postaci i mechów / dyrektor artystyczny)
- Call of Duty: Black Ops III - Zombies Chronicles (2017) (artysta)
- Left Alive (2019) (projektant postaci)[3]
- Death Stranding (2019) (dyrektor artystyczny)

### Inne prace
Powieści
- Urban Hercules (ilustracje)

Filmy
- Godzilla: Final Wars (projekty potworów i mechów)
- Pacific Rim (projekt plakatu, wydanie japońskie)

Zabawki
- Frame Arms / Frame Arms Girl (mechy / projekt postaci dla Byakko)

## Źródła
- The Art of Metal Gear Solid
- The art of Metal Gear Solid 2
- The Art of Metal Gear Solid 1.5
- The Art of Metal Gear Solid: The Original Trilogy
- Metal Gear Solid 4: Guns of the Patriots: Master Art Work
- Metal Gear Solid: Peace Walker: Official Art Works
- The Art of Metal Gear Solid V
- Visual works of Anubis: Zone of the Enders
- The Art of Yoji Shinkawa, Volumes 1-3